# Буревісник новозеландський
Буревісник новозеландський (Procellaria westlandica) — морський птах родини буревісникових (Procellariidae).

## Поширення
Гніздовий ендемік Нової Зеландії. Гніздиться лише в густих лісах прибережних передгір'їв у національному парку Папароа на західному узбережжі Південного острова. Поза сезоном розмноження він мешкає у відкритому морі на півдні Тихого океану від Тасманії до Чилі.
Чисельність популяції виду оцінюється у 7900-13700 статевозрілих птахів або 3-5 тис. гніздових пар (оцінка 2012—2013 років).

## Опис
Це великий буревісник, довжиною від 50 до 55 см і з розмахом крил від 135 до 140 см. Оперення темно-коричневе, майже чорне. Дзьоб жовтуватий з чорним кінчиком. Ноги також чорні.